# 加拿大交通部
加拿大交通部是加拿大聯邦部門之一，負責發展加拿大交通運輸的法規、政策、服務。現任加拿大交通部長為方慧蘭。

## 歷史
1935年，麥肯齊·金政府為了改變加拿大交通環境而成立交通部。交通部由原有的鐵路及運河部（Department of Railways and Canals）與海洋部（Department of Marine）合併而成，克拉伦斯·迪凯特·豪出任第一任交通部長。他成立國家港埠委員會（National Harbours Board）與環加拿大航空。《交通部法》在1936年11月2日正式生效。
在1994年聯邦政府重組之前，交通部的權責範圍十分廣泛，包括了加拿大海岸防衛隊、聖羅倫斯海道、機場與海港、維亞鐵路與加拿大國家鐵路。當時大幅度的削減交通部權責，導致了加拿大國家鐵路進行私有化，加拿大海岸防衛隊轉由漁業及海洋部管轄，而海道及各港口機場則改由當地營運機構管理。交通部從此由原先的交通營運，轉變為以政策與法規為主。
交通部的總部位於渥太華，並在以下地區設有區域總部：
- 溫哥華
- 溫尼伯
- 多倫多
- 多佛爾（蒙特婁）
- 蒙克頓

## 外部連結
- 加拿大交通部（页面存档备份，存于）